# 五能線
五能線（日语：／ Gonō sen */?）是一條連結秋田縣能代市的東能代站與青森縣南津輕郡田舍館村的川部站，沿日本海鋪設，屬於東日本旅客鐵道（JR東日本）的鐵路線（地方交通線）。

## 路線資料
五能線以沿線風景著稱，東能代至鰺澤之間是沿海行駛，鯵澤至五所川原之間是在田園地帶行駛，五所川原至川部是在蘋果果園中行駛。不同區間有不同的風景。
- 管轄（事業類別）：東日本旅客鐵道（第一種鐵道事業者）
- 路段、路線距離（營業距離）：147.2公里
- 站數：43個（包括起終點站）
  - 若只限屬於五能線的車站，排除屬於奧羽本線的東能代站與川部站[1]則為41個。
- 軌距：1067毫米
- 複線路段：沒有（全線單線）
- 電氣化路段：沒有（全線非電氣化（日语：非電化））
- 閉塞方式：特殊自動閉塞式（電子符號照查式）
- 運轉指令所（日语：運転指令所）：秋田綜合指令室（CTC）
- 最高速度：85公里/小時

全線由秋田支社管轄。

## 歷史

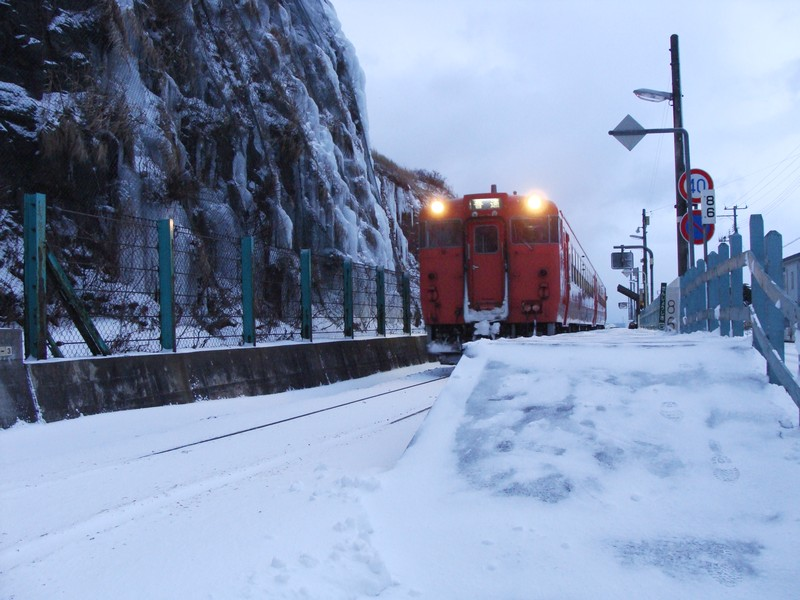
千疊敷站

目前的五能線分為兩段建設，即能代線、陸奥鐵道線和五所川原線。最初奧羽本線建設時能代站設於今日東能代站位置，為了連接能代市區，1908年建設能代 - 能代町的支線，1909年進行國有鐵道名稱制定，該支線命名為能代線，1926、1930和1932年三次延長，1932年延長至陸奥岩崎車站。
在青森縣一側，為了連接奧羽本線，陸奥鐵道也建設川部 - 五所川原間的五所川原線。由於沿日本海鋪設的鐵路是鐵道鋪設法的預定線，1924年鐵道省以陸奥鐵道線為基礎，鋪設五所川原 - 陸奥森田間的五所川原線，並在1927年收購陸奥鐵道。然而之後因為大蕭條減慢建設進度，直到1936年全線通車，命名為五能線，因為最初建設目的是連接能代 - 五所川原，但實際上路線的起訖站是能代 - 川部。

### 能代線
- 1908年（明治41年）

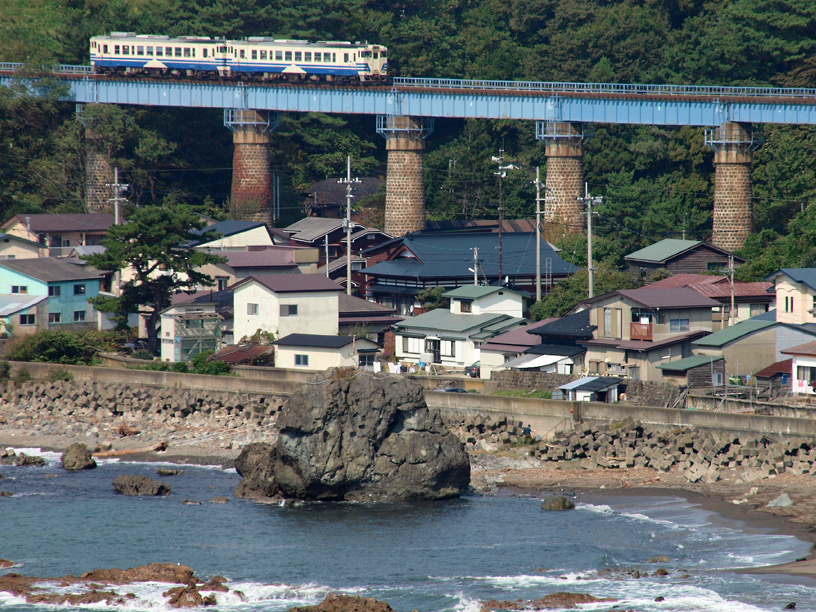
日本海邊的五能線

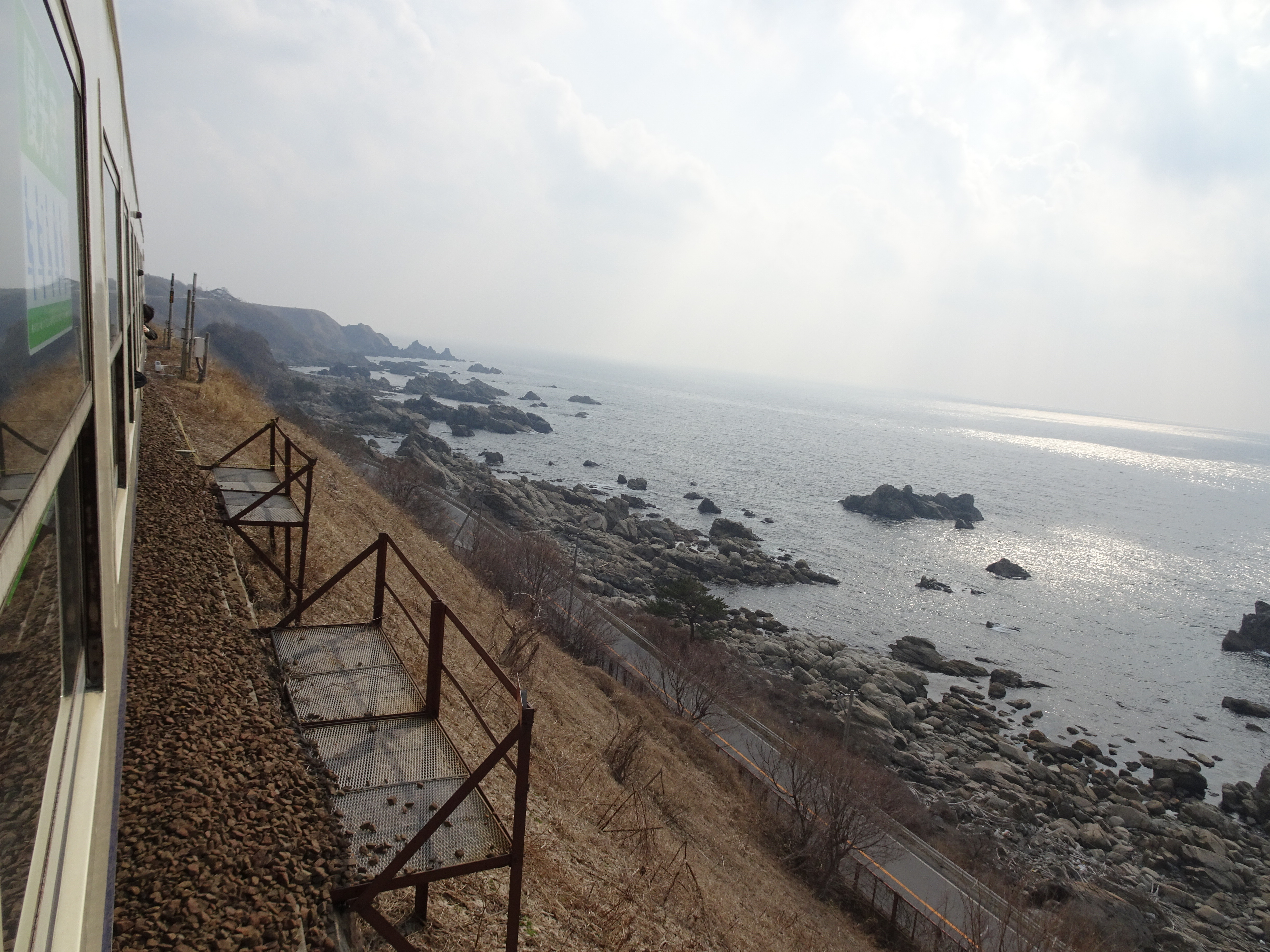
日本海邊的五能線

  - 7月1日 官設鐵道的能代（第一代）至能代町的貨物起卸場開始營業、新設能代町貨物起卸場。
  - 10月15日 能代至能代町的旅客服務開始。
- 1909年（明治42年）
  - 10月12日 國有鐵道名稱制定，命名為能代線。
  - 11月1日 能代（第一代）改名為機織、能代町改名為能代（第二代）。
- 1926年（大正15年）
  - 4月26日 能代至椿之間開始營業、新設羽後東雲、澤目、八森（第一代）、椿
  - 11月24日 椿至岩館之間開始營業、新設岩館車站
- 1930年（昭和5年）12月26日 岩館至大間越之間開始營業、新設大間越車站
- 1932年（昭和7年）10月14日 大間越至陸奥岩崎之間開始營業、新設陸奥岩崎車站

### 陸奥鐵道、五所川原線
- 1918年（大正7年）9月25日 陸奥鐵道川部至五所川原之間開始營業，新設藤崎、板柳、鶴泊（停車站）、陸奥鶴田、五所川原。
- 1924年（大正13年）10月21日 五所川原至陸奥森田之間的五所川原線開始營業，新設陸奥森田。
- 1925年（大正14年）5月15日 陸奥森田至鰺澤之間開始營業，新設鳴澤至鰺澤各站。
- 1927年（昭和2年）6月1日 陸奥鐵道購買五所川原線（五所川原線：川部至鰺澤）。
- 1929年（昭和4年）11月26日 鰺澤至陸奥赤石之間開始營業，新設陸奥赤石車站。
- 1931年（昭和6年）10月20日 陸奥赤石至北金澤之間開始營業，新設北金澤車站。
- 1933年（昭和8年）11月5日 北金澤至大戶瀨之間開始營業，新設大戶瀨車站。
- 1934年（昭和9年）12月13日 大戶瀨至深浦之間開始營業，新設驫木、追良瀬、深浦各車站。
- 1935年（昭和10年）4月15日 新設林崎、掛落林、陸奧龜田、津輕湊各車站。

### 全通後
- 1936年（昭和11年）7月30日 陸奧岩崎至深浦之間開始營業，全線通行。改名為五能線。新設陸奧澤邊、艫作各車站。
- 1940年（昭和15年）11月1日 掛落林、陸奥龜田、津輕湊各車站停止營業。
- 1943年（昭和18年）6月15日 機織改名為東能代、羽後東雲改名為北能代。
- 1945年（昭和20年）6月10日 林崎站停止營業。
- 1946年（昭和21年）6月10日 林崎站重新營業。
- 1949年（昭和24年）4月1日? 新設横磯、風合瀨臨時停車站。
- 1951年（昭和26年）2月1日? 新設向能代臨時停車站。
- 1952年（昭和27年）
  - 1月25日 向能臨時停車站升級至車站。
  - 6月1日 新設陸奥黑崎車站。
- 1953年（昭和28年）6月1日 新設陸奥柳田車站。
- 1954年（昭和29年）
  - 7月7日 新設千疊敷臨時停車站。
  - 11月20日 新設越水車站、風合瀨臨時停車站升級至車站。
  - 12月25日 新設廣戶車站、横磯臨時停車站升級至車站。
- 1956年（昭和31年）11月30日 新設中田車站。
- 1957年（昭和32年）3月30日 開始使用柴油動車組運行。
- 1959年（昭和34年）
  - 9月15日 新設十二湖千疊敷臨時停車站。
  - 10月1日 八森（第一代）改名為東八森。
  - 11月1日 椿改名為八森（第二代）。
- 1960年（昭和35年）12月1日 新設鳥形車站。
- 1963年（昭和38年）4月20日 新設瀧之間車站。
- 1969年（昭和44年）10月1日 十二湖、千疊敷臨時停車站改為臨時上落車站。
- 1971年（昭和46年）10月1日 五能線管理所停止使用。
- 1972年（昭和47年）
  - 12月2日 廣戶至追良沼之間，因為豪雨和波浪，使廣戶至鰺澤路段停運。途中，下行的一班列車因海浪衝落海中，一名車長死亡[2]。
  - 12月20日 北金澤至鰺澤重新運作。
  - 1973年（昭和48年）
  - 2月5日 追良瀨至北金澤重新運作。
  - 3月19日 廣戶至追良瀨重新運作。
- 1983年（昭和58年）3月2日 東能代至五所川原的貨物列車停運。
- 1984年（昭和59年）2月1日 五所川原至川部的貨物列車停運。成為國鐵最後一條使用混合列車運行的列車服務。
- 1986年（昭和61年）11月1日 特殊自動閉塞（電子閉塞）、CTC化。除了主要站（不包括其中一站）外，所有車站不可列車交會。
- 1987年（昭和62年）
  - 4月1日 因國鐵分割民營化，本站成為東日本旅客鐵道的車站。十二湖。千疊敷臨時上落車站改為臨時車站。
  - 10月1日 千疊敷臨時站升級至車站。
- 1988年（昭和63年）2月1日 十二湖臨時站升級至車站。
- 1989年（平成元年）
  - 3月11日 東能代至能代之間開始一人運輸。
  - 12月1日 在五所川原車站新設「五能線營業所」。（包括深浦、鰺澤、五所川原、板柳車站）
- 1990年（平成2年）4月21日 開始營運「懷舊景觀火車」
- 1993年（平成5年）5月22日 開始營運「夢空間」
- 1997年（平成9年）
  - 4月1日 開始營運「Resort白神號」
  - 10月1日 新設白神車站
- 2000年（平成12年）頃 「五能線營業所」停用、編入津輕地區（弘前車站）
  - 12月2日 陸奥黑崎改名為白神岳登山口
- 2001年（平成13年）12月1日 新設WeSPa椿山車站。
- 2003年（平成15年）4月1日 「Resort白神號」開始以撫編成運行。
- 2006年（平成18年）3月18日 「Resort白神號」班次為每日三班來回。
- 2010年（平成22年）12月4日 「Resort白神號」開始以青池編成運行，使用HB-E300系。
- 2014年（平成26年）
  - 3月15日：快速「深浦號」廢止[3]。
  - 8月6日：因前一日起的豪雨影響，岩館 - 大間越間的第2板貝隧道附近路基流失[4]、能代 - 川部間自晨間開始運休[5]。16時35分鰺沢 - 川部間恢復運轉[5]。
  - 8月7日：能代 - 岩館間、深浦 - 鰺澤間恢復列車班次[6]。
  - 8月8日：岩館 - 深浦・鰺澤間開始公車替代行駛[7]。
  - 8月30日：岩館 - 深浦間修復通車，全線恢復[8][4]。
- 2016年（平成28年）7月16日： 「Resort白神號」開始以山毛欅編成HB-E300系運行[9][10]。
- 2020年（令和2年）
  - 12月9日：同日起至2021年3月18日為止，因進行木枕更換為水泥枕的工程，期間內一部份列車停駛[11][注釈 1]。
  - 12月12日：GV-E400系投入營運[12][13]。
- 2021年（令和3年）3月13日：Kiha40系退出普通車營運。[14]
- 2022年（令和4年）
  - 8月9日：因大雨全線停止運行[15]
  - 8月13日：五所川原 - 弘前間、能代 - 岩館間恢復運轉[16][17]
  - 12月23日：全線恢復運轉[18]

## 運行形態

### 目前運行形態
在整條路線中，以深浦站為界，分割為南北兩個運轉區間，除晨間會有一些以岩館站為界的列車外，多數列車以深浦車站為始發、終到站，少數全線行駛列車則會在此車站改變車次編號（臨時列車除外），全線行駛列車每日有下行3班、上行1班，其中上行列車為快速列車，除了該列車之外，五能線其他列車都是普通各停列車。
經過東能代至能代區間的列車佔整日列車數的5成，以做為奧羽本線的接駁服務，尖峰時段大約一小時有一班。另外在晨間有東能代至岩館之間的區間列車三班。在岩館至北金澤的路段中，由於此段是沿海岸線而行，會受到下雪、強風、大浪影響，使一年有幾次停運。岩館至鰺澤之間會有4~7小時沒有列車運行。
在川部側所有列車會直通至奧羽本線的弘前車站，鰺澤至弘前之間的列車佔一半班次，一至兩小時一班。五能線部分列車（包括東能代至能代的區間列車的所有列車）是使用一人控制模式。

### Resort白神號

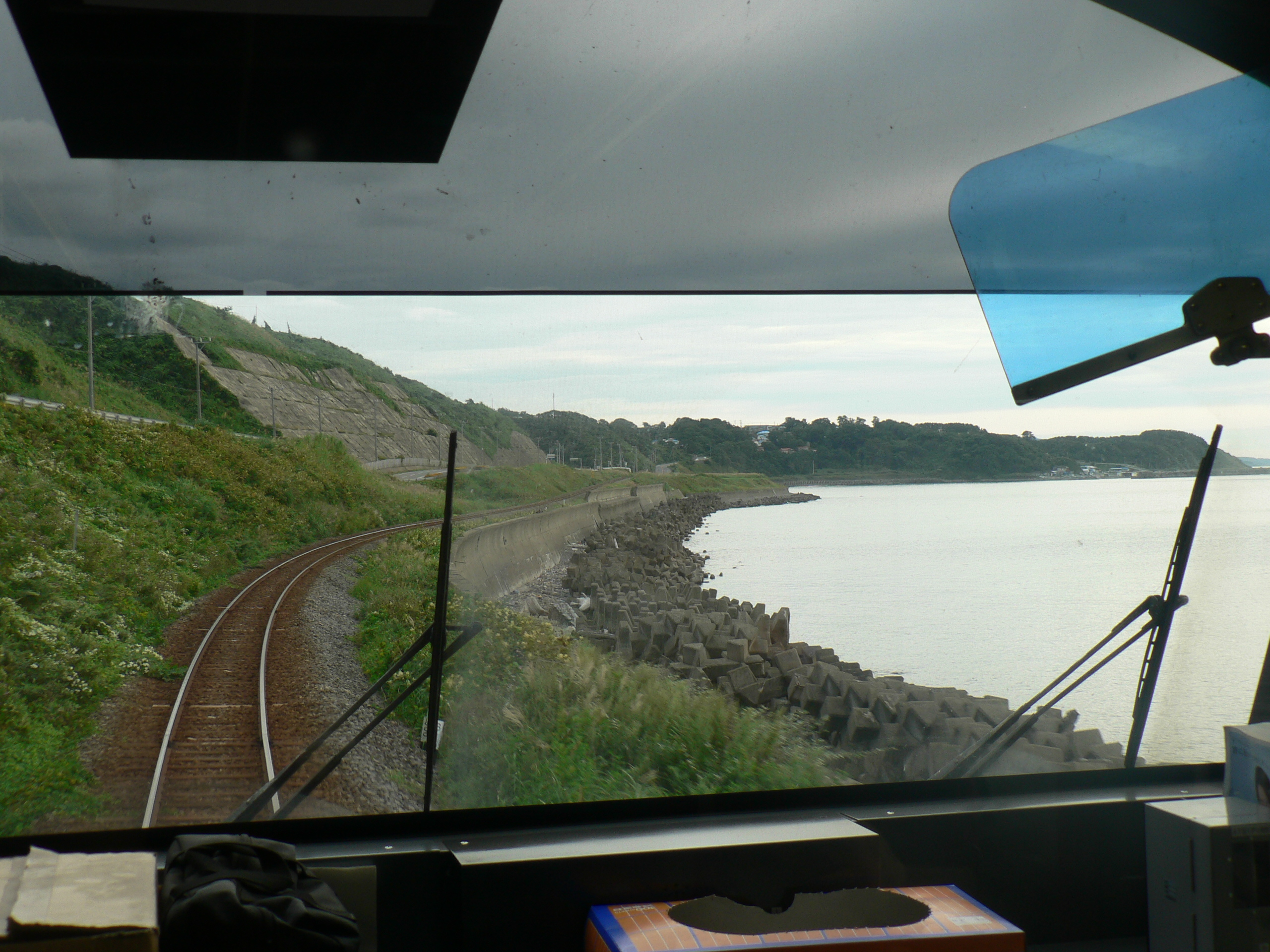
沿日本海行走的Resort白神號

由於此線沿日本海行走，所以會在星期六、日及公眾假期會有觀光列車運輸。在1990年，設有使用日本國鐵50系客車來運行的「懷舊景觀火車」。在1997年開設觀光列車Resort白神號，使用Kiha40系來運行，行走秋田站經五能線至弘前站 / 青森站區間。在2003年班次增加至1日來回3班（但冬季僅假日運行），其中至弘前1來回，至青森2來回，成為整條線行駛最快的列車。2010年投入HB-E300系。2014年快速列車「深浦」廢止後，Resort白神號成為五能線唯一直通青森站的列車。

### 過去運行形態
過去五能線有許多直通其他路線的列車，最遠可直通至福島、新潟，但是1980年代之後直通列車逐漸廢止。另外五能線過去還存在優等列車，1965年鰺澤 - 青森、鮫的準急列車「岩木」開始運營，1968年「岩木」升格為急行列車，同年改名「深浦」，延長運營區間為深浦 - 青森、鮫。1972年延長運營區間為深浦 - 青森、陸中八木。
1978年開始「深浦」在深浦 - 鰺澤區間普通列車化，1982年「深浦」降格為快速列車，1986年~2002年間曾開行五所川原、弘前 - 青森的快速列車「岩木」，2014年快速列車「深浦」廢止。

## 車輛

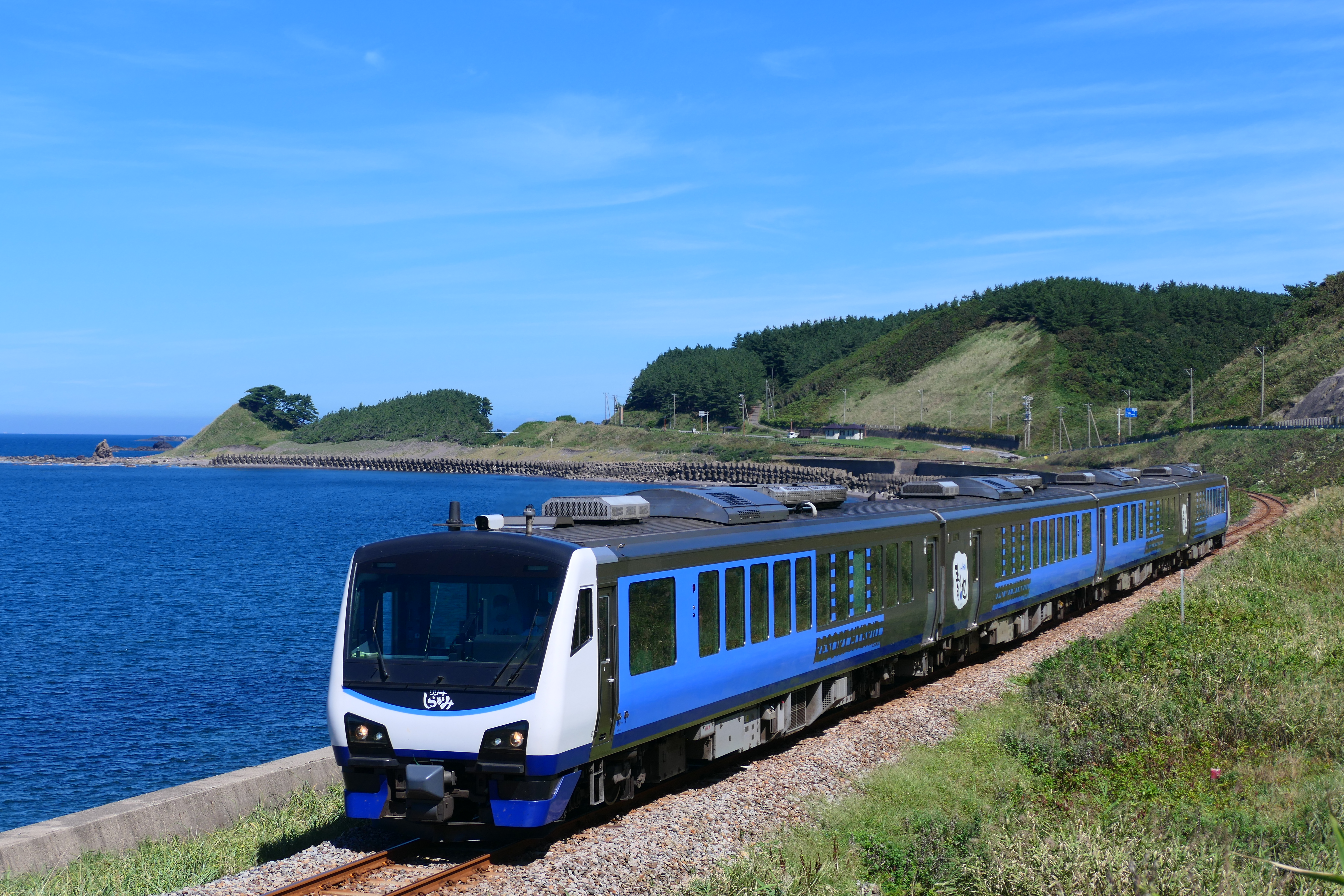
HB-E300系擔當Resort白神號
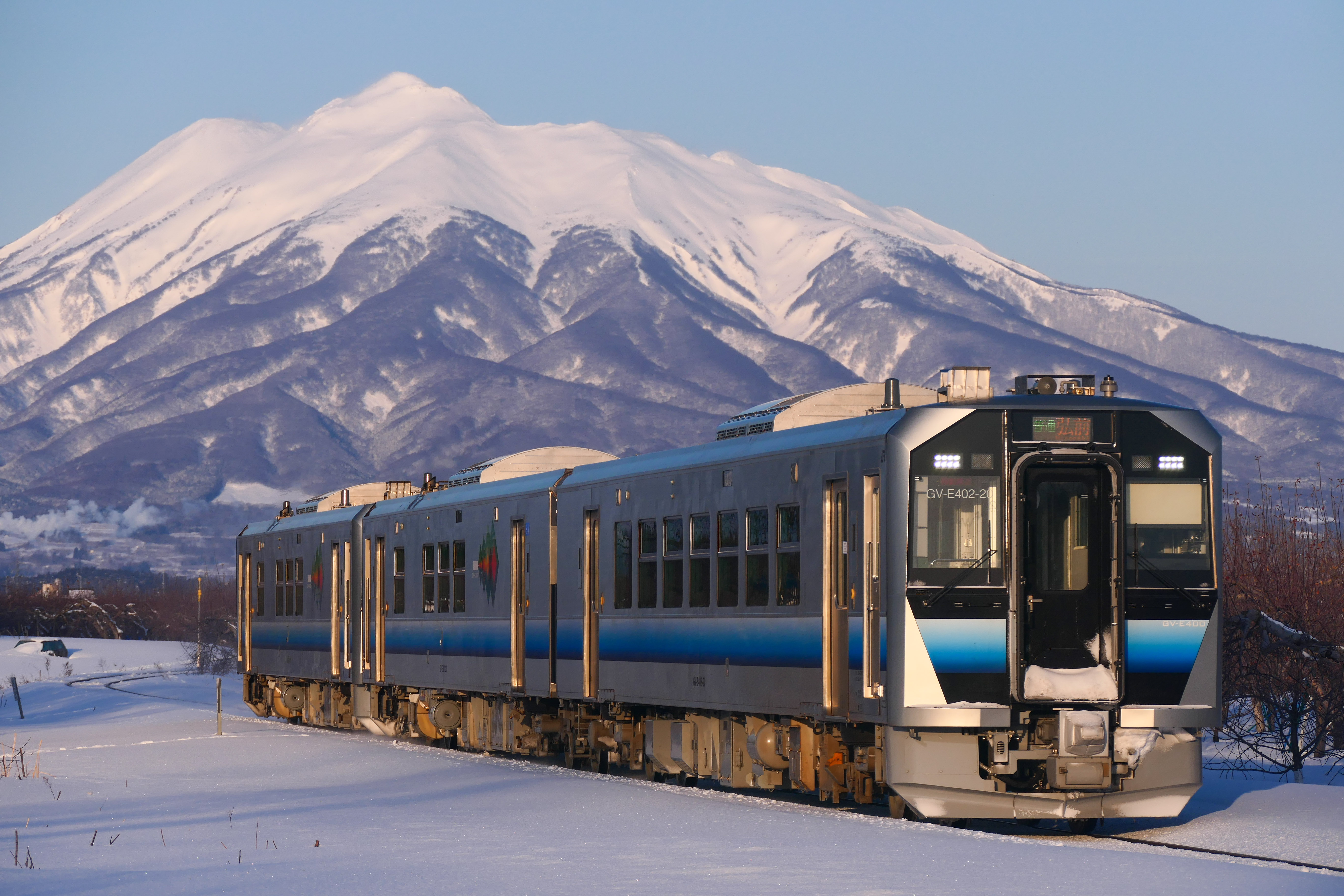
GV-E400系
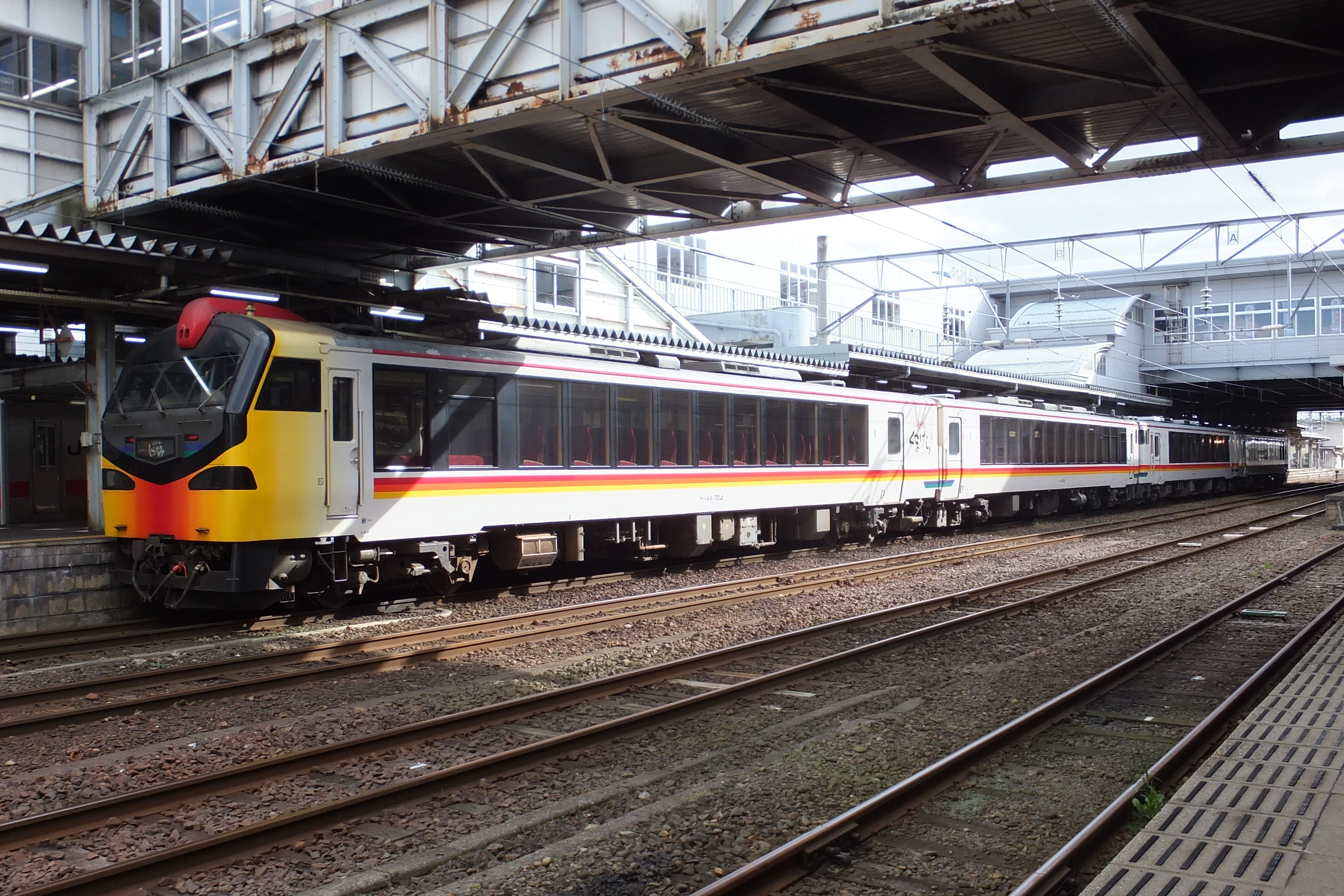
Kiha40系「黑啄木鳥」編成擔當Resort白神號

- HB-E300系
- GV-E400系
- Kiha40系 (僅Resort白神號)

## 車站列表
為方便起見，此處將多數列車直通的奧羽本線川部站－弘前站間一併記載。
- 停靠站 - 2018年（平成30年）3月17日起
  - 普通…停靠所有車站。
  - 快速…●的車站停靠，↑的車站通過、只限指定方向運行。
  - 臨時快速「Resort白神（日语：リゾートしらかみ）」的停靠站參見列車條目。
- 軌道 … ◇、｜：單線（◇可進行列車交會），∧：此起往下為複線，∥：複線（奧羽本線內）

| 路線名稱 | 中文站名     | 日文站名 | 英文站名 | 站間營業距離 | 累計營業距離 | 快速                                                   | 接續路線                              | 軌道   | 所在地 | 所在地        | 所在地        |        |
| -------- | ------------ | -------- | -------- | ------------ | ------------ | ------------------------------------------------------ | ------------------------------------- | ------ | ------ | ------------- | ------------- | ------ |
| 五能線   | 東能代       |          |          | -            | 0.0          | ●                                                      | 東日本旅客鐵道：■奧羽本線             | ◇      | 秋田縣 | 能代市        | 能代市        | 能代市 |
| 五能線   | 能代         |          |          | 3.9          | 3.9          | ●                                                      |                                       | ◇      | 秋田縣 | 能代市        | 能代市        | 能代市 |
| 五能線   | 向能代       |          |          | 2.2          | 6.1          | ↑                                                      |                                       | ｜     | 秋田縣 | 能代市        | 能代市        | 能代市 |
| 五能線   | 北能代       |          |          | 3.2          | 9.3          | ↑                                                      |                                       | ｜     | 秋田縣 | 能代市        | 能代市        | 能代市 |
| 五能線   | 鳥形         |          |          | 1.9          | 11.2         | ↑                                                      |                                       | ｜     | 秋田縣 | 能代市        | 能代市        | 能代市 |
| 五能線   | 澤目         |          |          | 2.9          | 14.1         | ↑                                                      |                                       | ｜     | 秋田縣 | 山本郡 八峰町 | 山本郡 八峰町 |        |
| 五能線   | 東八森       |          |          | 3.9          | 18.0         | ↑                                                      |                                       | ｜     | 秋田縣 | 山本郡 八峰町 | 山本郡 八峰町 |        |
| 五能線   | 八森         |          |          | 4.7          | 22.7         | ↑                                                      |                                       | ｜     | 秋田縣 | 山本郡 八峰町 | 山本郡 八峰町 |        |
| 五能線   | 瀧之間       |          |          | 1.8          | 24.5         | ↑                                                      |                                       | ｜     | 秋田縣 | 山本郡 八峰町 | 山本郡 八峰町 |        |
| 五能線   | 秋田白神     |          |          | 1.6          | 26.1         | ●                                                      |                                       | ｜     | 秋田縣 | 山本郡 八峰町 | 山本郡 八峰町 |        |
| 五能線   | 岩館         |          |          | 3.0          | 29.1         | ●                                                      |                                       | ◇      | 秋田縣 | 山本郡 八峰町 | 山本郡 八峰町 |        |
| 五能線   | 大間越       |          |          | 10.8         | 39.9         | ↑                                                      |                                       | ｜     | 青森縣 | 西津輕郡      | 深浦町        |        |
| 五能線   | 白神岳登山口 |          |          | 2.4          | 42.3         | ↑                                                      |                                       | ｜     | 青森縣 | 西津輕郡      | 深浦町        |        |
| 五能線   | 松神         |          |          | 2.4          | 44.7         | ↑                                                      |                                       | ｜     | 青森縣 | 西津輕郡      | 深浦町        |        |
| 五能線   | 十二湖       |          |          | 1.9          | 46.6         | ●                                                      |                                       | ｜     | 青森縣 | 西津輕郡      | 深浦町        |        |
| 五能線   | 陸奧岩崎     |          |          | 4.3          | 50.9         | ↑                                                      |                                       | ｜     | 青森縣 | 西津輕郡      | 深浦町        |        |
| 五能線   | 陸奧澤邊     |          |          | 2.7          | 53.6         | ↑                                                      |                                       | ｜     | 青森縣 | 西津輕郡      | 深浦町        |        |
| 五能線   | WeSPa椿山    |          |          | 2.4          | 56.0         | ●                                                      |                                       | ｜     | 青森縣 | 西津輕郡      | 深浦町        |        |
| 五能線   | 艫作         |          |          | 1.9          | 57.9         | ↑                                                      |                                       | ｜     | 青森縣 | 西津輕郡      | 深浦町        |        |
| 五能線   | 橫磯         |          |          | 3.5          | 61.4         | ↑                                                      |                                       | ｜     | 青森縣 | 西津輕郡      | 深浦町        |        |
| 五能線   | 深浦         |          |          | 5.5          | 66.9         | ●                                                      |                                       | ◇      | 青森縣 | 西津輕郡      | 深浦町        |        |
| 五能線   | 廣戶         |          |          | 3.9          | 70.8         | ↑                                                      |                                       | ｜     | 青森縣 | 西津輕郡      | 深浦町        |        |
| 五能線   | 追良瀨       |          |          | 2.1          | 72.9         | ↑                                                      |                                       | ｜     | 青森縣 | 西津輕郡      | 深浦町        |        |
| 五能線   | 驫木         |          |          | 3.1          | 76.0         | ↑                                                      |                                       | ｜     | 青森縣 | 西津輕郡      | 深浦町        |        |
| 五能線   | 風合瀨       |          |          | 3.0          | 79.0         | ↑                                                      |                                       | ｜     | 青森縣 | 西津輕郡      | 深浦町        |        |
| 五能線   | 大戶瀨       |          |          | 4.9          | 83.9         | ↑                                                      |                                       | ｜     | 青森縣 | 西津輕郡      | 深浦町        |        |
| 五能線   | 千疊敷       |          |          | 2.1          | 86.0         | ●                                                      |                                       | ｜     | 青森縣 | 西津輕郡      | 深浦町        |        |
| 五能線   | 北金澤       |          |          | 4.6          | 90.6         | ●                                                      |                                       | ◇      | 青森縣 | 西津輕郡      | 深浦町        |        |
| 五能線   | 陸奧柳田     |          |          | 2.7          | 93.3         | ↑                                                      |                                       | ｜     | 青森縣 | 西津輕郡      | 深浦町        |        |
| 五能線   | 陸奧赤石     |          |          | 4.1          | 97.4         | ↑                                                      |                                       | ｜     | 青森縣 | 西津輕郡      | 鰺澤町        |        |
| 五能線   | 鰺澤         |          |          | 6.4          | 103.8        | ●                                                      |                                       | ◇      | 青森縣 | 西津輕郡      | 鰺澤町        |        |
| 五能線   | 鳴澤         |          |          | 4.5          | 108.3        | ●                                                      |                                       | ｜     | 青森縣 | 西津輕郡      | 鰺澤町        |        |
| 五能線   | 越水         |          |          | 2.7          | 111.0        | ●                                                      |                                       | ｜     | 青森縣 | 津輕市        | 津輕市        |        |
| 五能線   | 陸奧森田     |          |          | 3.5          | 114.5        | ●                                                      |                                       | ｜     | 青森縣 | 津輕市        | 津輕市        |        |
| 五能線   | 中田         |          |          | 2.4          | 116.9        | ●                                                      |                                       | ｜     | 青森縣 | 津輕市        | 津輕市        |        |
| 五能線   | 木造         |          |          | 2.6          | 119.5        | ●                                                      |                                       | ｜     | 青森縣 | 津輕市        | 津輕市        |        |
| 五能線   | 五所川原     |          |          | 6.2          | 125.7        | ●                                                      | 津輕鐵道：津輕鐵道線（津輕五所川原）  | ◇      | 青森縣 | 五所川原市    | 五所川原市    |        |
| 五能線   | 陸奧鶴田     |          |          | 6.0          | 131.7        | ●                                                      |                                       | ｜     | 青森縣 | 北津輕郡      | 鶴田町        |        |
| 五能線   | 鶴泊         |          |          | 2.4          | 134.1        | ●                                                      |                                       | ｜     | 青森縣 | 北津輕郡      | 鶴田町        |        |
| 五能線   | 板柳         |          |          | 4.8          | 138.9        | ●                                                      |                                       | ◇      | 青森縣 | 北津輕郡      | 板柳町        |        |
| 五能線   | 林崎         |          |          | 3.0          | 141.9        | ●                                                      |                                       | ｜     | 青森縣 | 南津輕郡      | 藤崎町        |        |
| 五能線   | 藤崎         |          |          | 2.8          | 144.7        | ●                                                      |                                       | ｜     | 青森縣 | 南津輕郡      | 藤崎町        |        |
| 五能線   | 川部         |          |          | 2.5          | 147.2        | ●                                                      | 東日本旅客鐵道：■奧羽本線（青森方向） | ∧      | 青森縣 | 南津輕郡      | 田舍館村      |        |
| 奧羽本線 | 川部         |          |          | 2.5          | 147.2        | ●                                                      | 東日本旅客鐵道：■奧羽本線（青森方向） | ∧      | 青森縣 | 南津輕郡      | 田舍館村      |        |
| 撫牛子   |              |          | 3.6      | 150.8        | ●            |                                                        | ∥                                     | 弘前市 | 弘前市 |               |               |        |
| 弘前     |              |          | 2.7      | 153.5        | ●            | 東日本旅客鐵道：■奧羽本線（大館方向） 弘南鐵道：弘南線 | ∥                                     | 弘前市 | 弘前市 |               |               |        |

### 廢站
- 津輕湊站：1940年11月1日廢除，五所川原站－陸奧龜田站間
- 陸奥龜田站：1940年11月1日廢除，津輕湊站－陸奧鶴田站間
- 掛落林站：1940年11月1日廢除，鶴泊站－板柳站間

## 資料來源
1. ↑  『停車場変遷大事典 国鉄・JR編』JTB 1998年
2. ↑  壇上完爾. . 鉄道ジャーナル別冊37 懐かしの国鉄現場 (鉄道ジャーナル社). 1999年7月: 130 – 138 （日语）.
3. ↑   (PDF) (新闻稿). 東日本旅客鉄道秋田支社. 2013-12-20  [2020-09-20]. （原始内容 (PDF)存档于2020-09-20）.
4. 1 2  . 東奥日報. 2014-08-28  [2020-09-20].[]
5. 1 2   (PDF). 災害情報. 国土交通省: 18. 2014-08-07  [2020-09-20]. （原始内容 (PDF)存档于2014-08-14）.
6. ↑   (PDF). 秋田県災害連絡室: 2. 2014-08-07  [2020-09-20]. （原始内容 (PDF)存档于2015-02-10）.
7. ↑   (PDF) (新闻稿). 東日本旅客鉄道秋田支社. 2014-08-07  [2014-08-10]. （原始内容 (PDF)存档于2014-08-12）.
8. ↑   (PDF) (新闻稿). 東日本旅客鉄道秋田支社. 2014-08-29  [2014-08-29]. （原始内容 (PDF)存档于2014-09-03）.
9. ↑   (PDF) (新闻稿). 東日本旅客鉄道秋田支社. 2016-05-17  [2020-09-20]. （原始内容 (PDF)存档于2020-09-20）.
10. ↑   (PDF) (新闻稿). 東日本旅客鉄道秋田支社. 2016-07-12  [2020-09-20]. （原始内容 (PDF)存档于2020-08-13）.
11. 1 2   (PDF) (新闻稿). 東日本旅客鉄道秋田支社. 2020-09-17  [2020-09-20]. （原始内容 (PDF)存档于2020-09-20）.
12. ↑   (PDF) (新闻稿). 東日本旅客鉄道秋田支社. 2020-11-26  [2020-11-26]. （原始内容 (PDF)存档于2020-11-26） （日语）.
13. ↑  . 毎日新聞 (毎日新聞社). 2020-12-13  [2021-01-23]. （原始内容存档于2020-12-13）.
14. ↑  . 秋田魁新報 (秋田魁新報社). 2021-03-12  [2021-03-12]. （原始内容存档于2021-03-12） （日语）.
15. ↑  . 秋田魁新報電子版 (秋田魁新報社). 2022-08-10  [2023-09-15]. （原始内容存档于2023-04-22） （日语）.
16. ↑  . 2022-08-13  [2023-09-15]. （原始内容存档于2023-04-22） （日语）.
17. ↑  . 秋田魁新報電子版 (秋田魁新報社). 2022-08-13  [2022-08-16]. （原始内容存档于2023-04-22）.
18. ↑  . 秋田魁新報電子版. 2023-09-14  [2023-09-15]. （原始内容存档于2022-12-25） （日语）.